# (21400) Ahdout
(21400) Ahdout (1998 FM57) – planetoida z pasa głównego asteroid okrążająca Słońce w ciągu 3,52 lat w średniej odległości 2,31 j.a. Odkryta 20 marca 1998 roku.